# José Javier Hombrados
José Javier Hombrados, španski rokometaš, * 7. april 1972, Madrid.
Leta 1996 je na poletnih olimpijskih igrah v Atlanti v sestavi švedske reprezentance osvojil bronasto olimpijsko medaljo; uspeh je ponovil leta 2008.